# Вишневецкий, Игорь Георгиевич
Игорь Георгиевич Вишневецкий (род. 5 января 1964 года, Ростов-на-Дону) ― русский поэт, прозаик, кинорежиссёр, историк литературы и музыки.

## Биография
В ранней юности всерьёз размышлял о карьере композитора и много занимался музыкальным образованием: изучал игру на фортепиано в Mузыкальной школе им. М. М. Ипполитова-Иванова и посещал курс по теории музыки в Ростовской государственной консерватории имени С. В. Рахманинова. В 1971—1981 учился в Школе (ныне — Гимназии) № 36, которую окончил с золотой медалью.
В 1986 году окончил филологический факультет Московского государственного университета. В 1986—1992 преподавал в московских школах, в том числе и в 57-й школе.
Активно участвовал в литературной и научной жизни Москвы и Санкт-Петербурга, в 1988—1990 был соредактором (совместно с Глебом Моревым и Дмитрием Прокудиным) и единоличным издателем литературного вестника «Равноденствие», в 1991 году собрал совместно с Валерием Шубинским альманах «Незамеченная земля», а в 1991—1993 редактировал с Еленой Рабинович научные сборники «Aequinox».
В 1995 году защитил диссертацию в Браунском университете (США). В 1996 году присуждена учёная степень доктора философии.
С 1995 года преподаёт литературу, языки и историю музыки и кино в высших учебных заведениях США. В Америке продолжил редакторско-издательскую деятельность. В 1996—1997 соредакторовал выходивший в Лос-Анджелесе «Symposion: A Journal of Russian Thought», в 2004 году вышел составленный при его тесном участии 295-й том Словаря литературных биографий «Russian Writers of the Silver Age, 1890—1925». В 1997 году также подготовил по рукописи первое текстологически выверенное издание книги Сергея Соловьёва «Владимир Соловьёв: Жизнь и творческая эволюция». Сын — кинокритик Игнатий Вишневецкий.

## Литературное творчество
В поэзии начинал как неоархаист, культивировал классический русский стих XVIII—начала XX веков с его размерами, жанрами и системой рифмовки, что особенно заметно по первому сборнику «Стихотворения» (1992). Во втором сборнике «Тройное зрение» (1997) происходит резкое усиление метафизической компоненты. Лирические по преимуществу, ранние стихи Вишневецкого отмечены последовательным усложнением синтаксиса. Третий, переходный во всех смыслах сборник «Воздушная почта» (2001) уже содержит произведения, написанные в свободной поэтической форме, с перемежением классического, неклассического стиха и того, что традиционно относят к прозе. Ключевой темой «Воздушной почты» является глобальная кочевая неукоренённость субъекта стихов, живущего в постиндустриальном обществе, и поиск им утраченного основания. В стихах, написанных после «Воздушной почты», усиливается эпическое начало, разрабатывается сложный несиллаботонический метр, большое место уделено локальным мифологиям России, Северной Африки и Америки. Взгляд становится всё более планетарным и одновременно укоренённым в традиции и мифе. Эти стихи представлены в заключительных разделах его новой книги «На запад солнца» (2006).
Дальнейшее усиление мифологической составляющей заметно в стихах, вошедших сборник «Первоснежье» (2007). Стихи написанные, начиная с середины 2000-х, публиковались в периодике («Новый мир», «Новое литературное обозрение» и др.), однако отдельными книгами до 2021 не выходили.
В 2010 увидела свет повесть Вишневецкого «Ленинград», действие которой происходит в первые восемь месяцев блокады города (с сентября 1941-го по апрель 1942 года). «Ленинград» строится как философско-психологическое повествование в манере романов Достоевского, но включает в себя элементы исследовательской прозы (цитаты из подлинных документов, историко-лингвистические реконструкции) и даже лирической поэзии. В центре повести — ситуация «расчеловечивания» и то, что ей противостоит внутри каждого из персонажей. В 2014 в качестве «дополнения» к «Ленинграду» был опубликован прозопоэтический текст-мистификация «Незабытый поэт». В 2013 увидела свет вторая повесть Вишневецкого «Острова в лагуне».
В 2017 был опубликован «Неизбирательное сродство. Роман из 1835 года» — по мнению критики «уникальная» по мастерству «стилизация» романтической прозы 1830-х.
В 2018 увидело свет четвёртое прозаическое повествование — «Пламя».
В апреле 2019, выступая на фестивале «Перекрёстки цивилизации» (Венеция), Вишневецкий заявил, что намерен впредь сосредоточиться на поэзии.

## Перформативные искусства и кино
В 2007—2009 Вишневецкий писал тексты для литературно-музыкальных действ, в которых принимал участие («Бестиарий», «Гидромахия», «Стихослов», «Защита солнца в Венецианской лагуне»). Стремление вернуть поэзию к её истокам, где словесное неотделимо от музыкального и перформативного, визуального, привело его к работе в кино.
Из интервью, данных Вишневецким в течение 2012, стало известно, что он уже несколько лет работает над экранизацией «Ленинграда». В 2014 фильм был завершён; в 2015 увидела свет новая, несколько сокращённая его версия.

## Исследовательская работа
Вишневецкий уделяет внимание отношениям языка искусства с языком философии и политики. В монографии «Трагический субъект в действии» (1995—1997, издана в 2000) он предлагает считать неразличение Андреем Белым поэтического и философского дискурсов сознательным приёмом и рассматривает предложенную Белым замену гегелевской триады диалектической тетрактидой в качестве существенного вклада в философскую эстетику.
Вишневецкий также автор англоязычных работ о Белом, в частности литературной биографии поэта в книге «Russian Writers of the Silver Age, 1890—1925» (2004) — томе издававшегося Мэтью Брукколи «Словаря литературных биографий». Кроме того, в «Словаре» им опубликованы англоязычные литературные биографии Сергея Соловьёва (2004) и Арсения Тарковского (2011).
В книге «„Евразийское уклонение“ в музыке 1920-х—1930-х годов» (2005) — на материале политической философии и музыки — выстраивает оригинальную интерпретацию русского евразийства. Вишневецкий видит в нём мощный проект альтернативной модернизации, нацеленный на преодоление модерна и создание привлекательной концепции «новой западности», уходящей корнями в культуру центральной и восточной Евразии.
В 2009 на основании новых архивных разысканий он опубликовал подробную биографию Сергея Прокофьева, в которой жизненный путь композитора представлен в неразрывном единстве с его эмоциональными, религиозными и политическими поисками, с попытками создать русский аналог вагнеровского целостного произведения искусства. Критика отмечала, что «настолько подробной и увлекательной биографии Сергея Прокофьева ещё не появлялось», в книге «представлен современный взгляд на жизнь и творчество Прокофьева и — впервые под одной обложкой, к тому же на русском языке — приведён огромный объём материала, либо рассредоточенного в специальных, недоступных широкому кругу читателей изданиях, либо вообще неизвестного» (Анна Булычёва).
Вишневецкий также опубликовал ряд работ, посвящённых русско-американскому композитору Владимиру Дукельскому, два большие исследования о поэте-романтике Степане Шевырёве и новое собрание стихотворений Шевырёва.

## Признание
Вишневецкий трижды входил в «короткий список» премии Андрея Белого — в 2000 как стихотворец, в 2005 как исследователь, в 2017 как прозаик.
Книга «Сергей Прокофьев» входила в 2010 в длинный список премии «Большая книга».
Вишневецкий дважды отмечен премией журнала «Новый мир» — в 2010-м за повесть «Ленинград», в 2017 за «Неизбирательное сродство. Роман из 1835 года» и экспериментальную поэму «Краткое изложение стихов Степана Шевырёва, сочинённых им в Италии с 1829-го по 1832-й год».
Повесть «Ленинград» награждена премией «Новая словесность (НОС) — 2011».
Книга «Собрание стихотворений 2002—2020» отмечена в 2021 премией «Anthologia» за «высшие достижения в современной русской поэзии» и в 2022 дипломом премии «Московский счёт».
Фильм «Ленинград» удостоен диплома «Белый слон» Гильдии киноведов и кинокритиков России на кинофестивале в Ханты-Мансийске (2014) и гран-при и приза за лучший сценарий на кинофестивале в Ейске (2015).
Вишневецкий также получатель международных исследовательских грантов.

### Художественные произведения
Поэзия (избранные публикации)
- Стихотворения. — М.: ALVA-XXI, 1992. — 42 с.
- Тройное зрение. — Нью-Йорк: Слово/Word, 1997. — (Серия «Поэты российской диаспоры»). — 88 с.
- Воздушная почта: Стихи 1996—2001. — М.: НЛО, 2001. — (Серия «Премия Андрея Белого»). — 96 с. ISBN 5-86793-148-X
- На запад солнца. — М.: Наука, 2006. — 278 с. ISBN 5-02-034198-3
- Первоснежье. — М.: Русский Гулливер, 2008. — 76 с. ISBN 978-5-91627-009-9
- Стихослов. — М.: Икар, 2008. — (Серия «Art-con-Text»). — 126 с. ISBN 978-5-7974-0184-1
- В цветном приделе: Из цикла «Космогония», стихи // Новый мир. — 2011. — № 4. — С. 142—145.
- Занимательная энтомология: Цикл стихов // Новый мир. — 2012. — № 8. — С. 101—105.
- Стихотворения, присланные из Италии. Первая тетрадь // Облака. — Таллин, 2014. — № 1—2 (67—68).
- У кромки Озёрного парка: Цикл стихов // Новый мир. — 2014. — № 10. — С. 77—80.
- Стихотворения, присланные из Италии (2013—2014) // Новое литературное обозрение. — 2015. — № 1 (131). — С. 7—9.
- Удар стрелы. Из книги «Стихотворения, присланные из Италии» // Новый мир. — 2016. — № 3. — С. 105—108.
- Памяти модерна; Снег и туман // Prosōdiа. — Ростов-на-Дону, 2016. — № 5. — С. 107—110.
- Краткое изложение стихов Степана Шевырёва, сочинённых им в Италии с 1829-го по 1832-й год // Новый мир. — 2017. — № 11. — С. 87—95.
- Дубки: Поэма // Новый мир. — 2019. — № 4. — С. 116—121.
- Capsa; Пересекая Апеннины // Современный русский свободный стих: Антология по материалам Фестивалей свободного стиха (Москва, Санкт-Петербург, Нижний Новгород, Тверь) с 1990 по 2018 г.: Том I. – Москва, 2019. – С. 64-65.
- Виде́ние: Поэма // Новый мир. — 2020. — № 2. — С. 94—139.
- Элегия и венок сонетов // Новый мир. — 2021. — № 4. — С. 3—10.
- Собрание стихотворений 2002—2020. — М.: НЛО, 2021. — (Серия «Новая поэзия»). — 312 с. ISBN 978-5-4448-1572-4
- Памяти Яна Каплинского // Новый мир. — 2022. — № 1. — С. 121—123.
- Мир в начале зимы (тема и вариации); У Ниагары // Крещатик (журнал). — Киев, 2022. — № 1. — С. 462—468.
- Шелесты леса // Кварта. — 2022. — № 3 (5).
- Питтсбургские ночи: Свидетельство // Новый мир. — 2022. — № 11. — С. 3—45.
- MMXXII: Поэма // Новый мир. — 2023. — № 6. — С. 164—171.
- За полярным кругом (два фрагмента о Джордже Риви) // Плавучий мост. — Волгоград-Аугсбург, 2023. — № 4. — С. 94—96.
- Осенние размышления: стихи // Новый мир. — 2024. — № 4. — С. 80—86.

Избранные стихотворные переводы
- Из У. Х. Одена // Кварта. — 2021. — № 1.
- Майкл Эдвардс. В брассерии «Липп» (2019) // Новый мир. — 2021. — № 10. — С. 125—136.
- Sergey Zavyalov. I Saw Jesus: And He Was Christ (2022); Natalia Chernykh. Three Poems (2014); Jaan Kaplinski. Ten Poems // Religions. — 2022. — Vol. 13. — № 11.

Экспериментальная проза
- Ленинград: Повесть // Новый мир. — 2010. — № 8. — С. 7—54. (Отдельное издание — М.: Время, 2012. — 160 с. ISBN 978-5-9691-0796-0)
- Острова в лагуне: Повесть // Новый мир. — 2013. — № 3. — С. 9—30.
- Leningrad: A novel / Translated by Andrew Bromfield. — Champaign — London — Dublin: Dalkey Archive Press, 2013. — 124 с. ISBN 978-1-56478-902-0
- Незабытый поэт: дополнение к «Ленинграду» // Новый мир. — 2014. — № 1. — С. 125—136. (Версия 2015 года.)
- Ленинград / Пер. Мирjана Наумовски. — Скопjе: Бата прес, 2014. — 154 с. ISBN 978-608-4654-68-1
- Неизбирательное сродство. Роман из 1835 года // Новый мир. — 2017. — № 9. — С. 7—86.
- Неизбирательное сродство [: сборник всей изданной художественной прозы]. — М.: «Э», 2018. — (Проза Игоря Вишневецкого). — 384 с. ISBN 978-5-04-093120-0
- Пламя: Повесть // Новый мир. — 2018. — № 12. — С. 11—53.
- Leningrad / Traduzione a cura di Daniela Rizzi e Luisa Ruvoletto. — Venezia: Libreria Editrice Cafoscarina, 2019. — 216 c. ISBN 978-88-7543-465-6
- Le affinità non elettive: romanzo. Anno 1835 / Traduzione, postfazione e cura di Iris Karafillidis; prefazione di Stefano Garzonio. — Pisa: Pisa University Press, 2023. — (Saggi e studi). — 216 c. ISBN 978-88-3339-891-4

### Исследования и критика
Подготовленные издания
- С. М. Соловьёв. Владимир Соловьёв: Жизнь и творческая эволюция / Послесловие П. П. Гайденко; Подгот. текста И. Г. Вишневецкого. — Москва: Республика, 1997. — 431 с. — ISBN 5-250-02597-8.
- Выбор Игоря Вишневецкого / Степан Шевырёв: Стихотворения и переводы 1824—1864 / Вступ. ст. И. Вишневецкого. — Москва: Б. С. Г.-Пресс, 2021. — 352 с., 16 с. ил. — (Поэты Москвы). — ISBN 978-5-93381-428-3.

История литературы
- Towards a History of Sergei Solovyov’s Monograph «Vladimir Solovyov: His Life and Creative Evolution»//Vladimir Solovyov—Reconciler and Polemicist / Ed. Wil van den Bercken, Manon de Couren, and Evert van der Zweerde. — Leuven—Paris—Sterling, VA: Peeters, 2000. — (Серия «Eastern Christian Studies», vol. 2). — С. 347—357. Переиздано, с дополнением: Sergei Solovyov as a Historian of Philosophy and Culture / S. M. Solovyov. Vladimir Solovyov: His Life and Creative Evolution. — Vol. 1. — Fairfax, Va.: Eastern Christian Publications, 2001. — P. IX—XXII.
- Трагический субъект в действии: Андрей Белый. — Франкфурт-на-Майне: Peter Lang, 2000. — (Heidelberger Publikationen zur Slavistik; Literaturwissenschaftliche Reihe, Bd. 12). — 214 с. ISBN 3-631-35238-7
- Andrei Bely (Boris Nikolaevich Bugaev) 1880—1934 // Russian Writers of the Silver Age, 1890—1925. — Detroit: Gale Research, 2004. — (Dictionary of Literary Biography, vol. 295). — С. 63—80.
- Sergei Mikhailovich Solov’ev 1885—1942 // Russian Writers of the Silver Age, 1890—1925. — Detroit: Gale Research, 2004. — (Dictionary of Literary Biography, vol. 295). — С. 369—376.
- Andrei Bely (14 October 1880 O. S. — 8 January 1934) // Encyclopedia of Europe: 1789—1914 / Ed. by John Merriman, Jay Winter. — New York: Charles Scribner’s Sons, 2006. — Vol. 1. — С. 63—80.
- Arsenii Tarkovsky (12 June 1907 — 27 May 1989) // Russian Poets of the Soviet Era. — Detroit: Gale Research, 2011.— (Dictionary of Literary Biography, vol. 359). — С. 265—280.
- Литературная судьба Василия Кондратьева // Новое литературное обозрение. — 2019. — № 3 (157). — С. 239—267.
- Италия и Россия 1829—1833, 1837 и 1843 годов в стихах и стихотворных переводах Степана Шевырёва // Archivio russo-italiano XI. — Salerno, 2020. — C. 7-101.
- Поэт-мыслитель // Выбор Игоря Вишневецкого / Степан Шевырёв: Стихотворения и переводы 1824—1864. — Москва: Б. С. Г.-Пресс, 2021. — С. 5—64.
- О «природе» в русской поэзии и у Заболоцкого в частности // Новый мир. — 2023. — № 5. — С. 185—191.

О текущей русской литературе
- О метафизической топографии Иерусалима: тринадцать примечаний к «Небесной колонии» А. Петровой // Russian Literature. — Amsterdam: Elsevier Science B. V., 1997. — Vol. XLI—IV (Special issue, conference «Проза поэта, от серебряного века и далее»-1), 15 May. — С. 437—450.
- Изобретение традиции, или Грамматика новой русской поэзии // Новое литературное обозрение. — 2003. — № 4 (62). — С. 174—200.
- О стихах Ильи Семененко-Басина // И. Семененко-Басин. Ручьевинами серебра: Стихи. — М.: Время, 2012.
- Между поэзией и прозой // Новое литературное обозрение. — 2016. — № 3 (139). — С. 297—308.
- После стихов // Сергей Завьялов. Стихотворения и поэмы 1993—2017. — М.: Новое литературное обозрение, 2018. — С. 266—277. ISBN 978-5-4448-0733-0
- Three Contemporary Russian Poets and Biblical Tradition: Sergey Zavyalov, Natalia Chernykh, Jaan Kaplinski // Religions. — 2022. — Vol. 13. — № 11.
- О поэтике новых и прежних русских стихов Яна Каплинского // Ян Каплинский. Отпечаток крылатого пальца: стихи. — Пайде, Эстония: Kite, 2022. — С. 5—11. ISBN 978-9949-9969-9-5
- Вступительное слово к поэме Сергея Завьялова «Я видел Иисуса: и Он был Христос» // Новый мир. — 2023. — № 1 (1173). — С. 79—81.

История науки
- Памяти Топорова // Новое литературное обозрение. — 2006. — № 1 (77). — С. 89—96.

Литература и визуальные искусства
- Русская Троя // Неприкосновенный запас. — 2019. — № 6 (128). — С. 49—60.

Литература и музыка
- Поэтика многоязычия в культуре XX века (дружеская переписка С. С. Прокофьева и В. А. Дукельского // Музыка и незвучащее / Редкол.: Вяч. Вс. Иванов, Е. В. Пермяков (отв. ред.), Т. В. Цивьян.— М.:Наука, 2000. — С. 203—222.
- Рец. на: Сергей Прокофьев. Дневник / Предисл. Святослава Прокофьева. Париж: sprkfv, 2002. Т. 1: 1907—1918. 813 с. Т. 2: 1918—1933. 891 с. Т. 3: Лица. 61 с. 30 л. ил. Тираж не указан // Критическая масса. — М., 2003 — № 3. — С. 71—76.
- Прокофьев — стихотворец // Сергей Прокофьев: Письма, воспоминания, статьи / Редактор-составитель: М. П. Рахманова. M.: ГЦММК имени М. И. Глинки, 2007. — Сб. 3. — С. 224—238.

История музыки
- Рец. на кн.: Гладкова О. Галина Уствольская — музыка как наваждение. — СПб.: Музыка, 1999. — 159 с. // Новая русская книга. — СПб., 2000. — № 4—5. — С. 54—55.
- Стравинский в зеркале писем // Музыкальная академия. — М., 2001. —  № 4. — С . 180—184.
- Памятка возвращающимся в СССР, или о чём говорили Прокофьев и Дукельский весной 1937 и зимой 1938 в Нью-Йорке // Сергей Прокофьев: Воспоминания, письма, статьи: К 50-летию со дня смерти / Редактор-составитель: М. П. Рахманова. M.: ГЦММК имени М. И. Глинки, 2004. — С. 374—395.
- «Евразийское уклонение» в музыке 1920-х—1930-х годов. — М.: НЛО, 2005. — (Научное приложение, вып. L). — 512 с.
- Владимир Дукельский и его балеты для Дягилева // С. П. Дягилев и современная культура; Материалы международного симпозиума «VII Дягилевские чтения» Пермь, 15—18 мая 2007. — Пермь: Министерство культуры и массовых коммуникаций Пермского края и др., 2009. — С. 99—127.
- Музыкальная жизнь Киева в 1916—1919 годах (по материалам из архива В. Дукельского) // Наследие: Русская музыка — мировая культура. Сб. статей, материалов, писем и воспоминаний / Сост., ред. и коммент.: Е. С. Власова, Е. Г. Сорокина. — М.: Московская консерватория, 2009. — Вып. 1. — С. 295—310.
- Сергей Прокофьев. — М.: Молодая гвардия, 2009. — [Жизнь замечательных людей, вып 1400 (1200)]. — 704 с. ISBN 978-5-235-03212-5
- Материалы Владимира Дукельского в архивах США, Франции, Англии, Украины и России // Русские музыкальные архивы за рубежом — зарубежные музыкальные архивы в России: Материалы международных конференций, вып. 5 / Сост.: И. В. Брежнева, Г. М. Малинина.— М.: Московская консерватория, 2010. — (Научные труды, сб. 66). — С. 65—84.
- Автобиографическое в «Петрушке», или Как поссорился Игорь Федорович с Андреем Николаевичем и Максимилианом Осеевичем // Н. А. Римский-Корсаков и его наследие в исторической перспективе: Сб. докладов международной музыковедческой конференции 19—22 марта 2010 года / Сост.: Л. О. Адэр. — СПб.: Редакционно-издательский отдел ГУ «СПб ГМТиМИ», 2010. — 456 c. — С. 208—216.

### Другие переводы
- Роберт Бёрд. Предзнаменования: Тарковский, Жертвоприношение, рак // Роберт Бёрд. Символизм после символизма. — СПб.: Нестор-История, 2022. — С. 297—312. ISBN 978-5-4469-1960-4

## Фильмография
- Ленинград — 2014 (новая редакция — 2015)[13].